# Кузнецов, Андрей Геннадьевич
Андре́й Генна́дьевич Кузнецо́в (25 августа 1957, Молотов) — российский предприниматель, управленец, менеджер. Заместитель Генерального директора — директор Межрегионального филиала сотовой связи ОАО «Уралсвязьинформ» (2005—2009), заместитель Генерального директора — коммерческий директор ОАО «ВолгаТелеком» (2009—2011), декан механико-математического факультета ПГНИУ (2014—2023).

## Биография
В 1979 году окончил механико-математический факультет Пермского университета по специальности «Прикладная математика»; занимался преподавательской и научной деятельностью (основная тема — «Автоматизация научных исследований — АСНИ ПГУ») до 1986 года.
С 1990 года участвовал в реализации ряда научно-технических проектов гражданской тематики (например, проекта «Автоматизация систем управления пневмоисточниками для морской сейсморазведки» с предприятиями «Дальморнефтегеофизика» и «Севморнефтегеофизика»).
В 2000 году поступил на работу в компанию «Уралсвязьинформ». Участвовал в проекте по объединению 7 операторов связи Урала и Западной Сибири путём присоединения их к ОАО «Уралсвязьинформ» (ОАО «Уралсвязьинформ» Пермского края, ОАО «Уралтелеком» Свердловской области, ОАО «Связьинформ» Челябинской области, ОАО «Хантымансийскокртелеком», ОАО «Тюменьтелеком», ОАО «Ямалэлектросвязь» и ОАО «Электросвязь» Курганской области).
С апреля 2005 года — директор Межрегионального филиала сотовой связи ОАО «Уралсвязьинформ» (торговая марка Utel), заместитель генерального директора (А. Я. Уфимкина). Под руководством возглавляемого А. Г. Кузнецовым филиала осуществилась консолидация сотового бизнеса «Уралсвязьинформ», были внедрены пакеты услуг, контент-предложения, музыкальные сервисы. Число абонентов «Уралсвязьинформ» было существенно увеличено, компания успешно преодолела возникшие в связи с этим «болезни роста»; сотовая связь стандарта GSM от Utel в тот период смогла занять лидирующее место на рынке сотовой связи Уральского федерального округа и Пермского края.

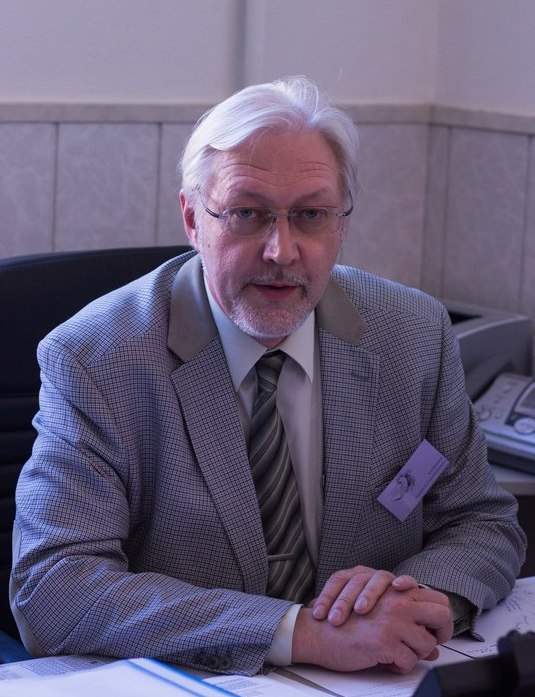
А. Г. Кузнецов — декан механико-математического факультета ПГНИУ (2015)

В 2009—2011 — коммерческий директор ОАО «Волгателеком», заместитель генерального директора (В. И. Рыбакина) (Нижний Новгород). Во время его правления была сертифицирована система менеджмента качества «Волгателеком», в нескольких регионах была существенно расширена сеть интернет-коммуникаций, в том числе — широкополосного доступа.
С 2011 года — доцент кафедры экономики Пермского педуниверситета.
С 2014 года — декан механико-математического факультета ПГНИУ (эту должность перенял от В. И. Яковлева) и доцент кафедры прикладной математики и информатики ПГНИУ.
Член Союза театральных деятелей Российской Федерации.

## Научная и преподавательская деятельность
17 декабря 2008 года защитил диссертацию на соискание учёной степени кандидата технических наук на тему «Структурные представления и методы кодирования графических изображений в интеллектуальных телекоммуникационных системах» (научный руководитель В. Е. Лялин; официальные оппоненты Б. Я. Лихтциндер и Е. П. Петров). В 2018 году диссертация была проверена сообществом «Диссернет», результаты проверки опубликованы на его сайте. Автор более 30 научных работ.
В пермских вузах А. Г. Кузнецов преподаёт дисциплины: «Стратегический менеджмент», «Бизнес-планирование», «Оценка рисков и риск-менеджмент», «Деловая репутация и имидж», «Корпоративная социальная ответственность», «Управление в телекоммуникациях».
Награждён медалью им. Л. Эйлера «За заслуги» механико-математического факультета ПГУ (2006).

## Избранные работы

### Книги и монографии
- Кузнецов А. Г., Селезнёва С. М. Экономическая эффективность или социальная справедливость: стратегия успеха по-пермски // Пермь как стиль. Презентация пермской городской идентичности / под ред. О. В. Лысенко, Е. Г. Трегубовой, вступ. ст. О. Л. Лейбовича; ПГГПУ. Пермь, 2013. 240 с. С. 200—223.
- Кузнецов А. Г., Селезнёва С. М. Особенности экономического (финансового) поведения пермяков // Стилистические особенности пермской городской идентичности. Монография / Ред. О. В. Игнатьева, О. В. Лысенко. СПб.: Издательство «Маматов», 2014. 272 с. С. 164—194.
- Кузнецов А. Г., Глупов В. Б. Бизнес-планирование в социально-культурной сфере и туризме. Текст лекций. Пермская государственная академия искусства и культуры. — Пермь, 2014. 96 с.

### Статьи
- Кузнецов А. Г., Селезнёва С. М. Институциональный подход к развитию акмеологического потенциала менеджера // Материалы международной научно-практической конференции «Теория и методика обучения и воспитания в высшей школе» 29 октября — 01 ноября 2012 г., Санкт-Петербург, СПбГАСУ, 2012. 295 с. С. 211—220.
- Шелудько А. С., Кузнецов А. Г. , Ширяев В. И. Применение моделей детерминированного хаоса для прогнозирования трафика абонентов // «Специалист XXI века: экономическое образование в обеспечении устойчивого развития человеческого потенциала»: материалы Российской научно-практической конференции с международным участием посвященной 65-летию кафедры экономики ПГГПУ (21-22 ноября 2012 г. г. Пермь) / Под общей редакцией А. М. Белавина; Перм.гос.гуманит.-пед. ун-т. Пермь, 2012. 328 с. С 317—318.
- Кузнецов А. Г. Об особенностях пермского стиля управления // По-пермски глядя. Пермь глазами ученых. Альманах гуманитарных исследований / под.ред. О. В. Лысенко, Е. Г. Трегубовой; ПГГПУ, Пермь, 2013, 384 с. С 308—322.
- Кузнецов, А. Г., Селезнёва С. М. Факторы развития акмеологического потенциала менеджера // Вестник ЮУрГУ, Серия «Психология». Челябинск, 2012. Вып.19, № 45 (304). С. 11-17. (Журнал ВАК).
- Кузнецов А. Г., Селезнёва С. М. Ценностные ориентации пермяков как один из инструментов управления региональной (городской) идентичностью в условиях рыночной экономики // Современный город: власть, управление, экономика. Пермь: ПНИПУ, 2013. С. 178—191. (Издание РИНЦ).
- Кузнецов А. Г., Носков А. А. Комплексное использование многокритериальный подходов к выбору стратегических решений в управлении современной организацией // Проблемы устойчивого развития человеческого потенциала в глобальном информационном обществе": сборник материалов Второй российской научно-практической конференции с международным участием (Пермь, 22-24 апреля 2014 г.). Под общей редакцией А. М. Белавина;. Перм.гос.гуманит.-пед. ун-т.-Пермь: Из-во: ОТ и ДО, 2014. 348 с. С.141-147.
- Ясницкий Л. Н., Кузнецов А. Г., Селезнёва С. М., Солохина А. Д., Тюлькина Д. В., Черепанов Д. М. Применение нейросетевых технологий в изучении акмеологического потенциала студентов вуза // Вестник Пермского университета. Математика. Механика. Информатика. Вып. 4(27). 2014 г. Пермь. ИЦ ПГНИУ, 2014, с. 120-126. (Издание РИНЦ).